# Youhanna Fouad El-Hage
Youhanna Fouad El-Hage (arabisch يوحنا فؤاد الحاج قسيس كاتوليك) (* 13. März 1939 in Zahlé, Libanon; † 3. Mai 2005) war ein libanesischer Geistlicher und maronitischer Erzbischof von Tripoli. Er war Präsident des weltweiten Caritasnetzwerks Caritas Internationalis.

## Leben
Youhanna Fouad El-Hage empfing nach seiner theologischen Ausbildung am 17. März 1968 die Priesterweihe. Er studierte in Rom, in den USA und in Beirut. 
Am 7. Juni 1997 wurde er zum maronitischen Erzbischof von Tripoli im Norden des Libanon ernannt. Die bischöfliche Weihe erfolgte am 1. November 1997 durch Nasrallah Boutros Sfeir, den maronitischen Patriarch von Antiochien und des ganzen Orients.
Im Libanon war er als „Bischof der Armen“ bei Christen und Muslimen gleichermaßen populär. Er war Präsident der Caritas im Libanon und Präsident der Caritas MONA (Naher Osten/Nordafrika). 1999 wurde er Präsident des weltweiten Caritasnetzwerks Caritas Internationalis, dem 162 nationale Caritasorganisationen angehören.